# Yıldırım Demirören
Yıldırım Demirören (* 16. Oktober 1964 in Istanbul) ist ein türkischer Industrieller und Fußballfunktionär.
Nach der Grund- und Mittelschule und dem Gymnasium besuchte Demirören die Leysin American School. Er ist der Sohn des Industriellen Erdoğan Demirören und ist in dessen Mischkonzern, der Demirören Holding, geschäftsführender Vorstandsvorsitzender.
Yıldırım Demirören war bis 2004 im Vorstand von Beşiktaş Istanbul tätig. Nach dem Rücktritt von Serdar Bilgili wurde er am 30. Mai 2004 Präsident des Vereins und übte dieses Amt bis Februar 2012 aus. Nach seiner Amtseinführung wurde das Inönü-Stadion erneuert und modernisiert. Ebenfalls wurde ein klubeigener Fernsehkanal gegründet, der über die neuesten Ereignisse des Vereins informiert. Während seiner Amtszeit wurde des Weiteren das Merchandising mit Fanartikeln ausgebaut.
Demirören unterstützte den Verein massiv finanziell und verpflichtete bekannte Trainer wie Vicente del Bosque, Jean Tigana und Bernd Schuster. Ebenfalls wurden Fußballspieler wie Matías Delgado, Édouard Cissé, Guti, John Carew, Aílton, Ricardo Quaresma, Kléberson, Simão, Hugo Almeida, Manuel Fernandes oder Ricardinho verpflichtet. Durch die dadurch entstandene hohe Verschuldung konnten nach seiner Amtszeit die Gehälter einiger Spieler nicht mehr bezahlt werden, worauf viele den Verein  verließen. 
Seit dem 27. Februar 2012 ist Demirören Präsident des türkischen Fußballverbandes. Da er als geschäftsführender Vorstandsvorsitzender der Demirören Holding auch Inhaber der auflagestarken Tageszeitungen Milliyet und Vatan ist, wird ihm Missbrauch seiner Ämter vorgeworfen. So wurde der jahrelang bei der Milliyet tätige und in der Türkei vielgeachtete Sportjournalist Uğur Meleke nach eigenen Angaben entlassen, nachdem er in seiner Kolumne die Missstände bei der türkischen Nationalmannschaft erörterte und den Nationaltrainer Fatih Terim kritisierte.